# 13. juli
13. juli er dag 194 i året i den gregorianske kalender (dag 195 i skudår). Der er 171 dage tilbage af året.
Dagens navn er Margarethe.

### Begivenheder
Født - Dødsfald
- 1672 - Efter mange år i Italien vender Niels Stensen (Steno) hjem til Danmark. Under Italiensopholdet er han konverteret til katolicismen.
- 1700 - Ved Konstantinopeltraktaten afsluttes Den russisk-tyrkiske krig (1686-1700) og Rusland frigør ressourcer til at kunne indtræde i Den Store Nordiske Krig.
- 1772 - Royal Navy's HMS Resolution sejler fra kajen i Plymouth, England, under ledelse af kaptajn James Cook.
- 1773 - Veterinærskolen i København grundlægges af Peter Christian Abildgaard efter en tidligere opfordring af Struensee. Det var den først kendte veterinærskole i verden.
- 1793 - Charlotte Corday myrder den franske revolutionsleder Jean-Paul Marat i hans bad. Hun bliver guillotineret fire dage senere.
- 1822 - Grækerne besejrer osmannerne ved Thermopylæ.
- 1837 - Dronning Victoria flytter som den første britiske monark ind på Buckingham Palace.
- 1878 - Det osmanniske rige bliver yderligere indskrænket ved indgåelse af Berlintraktaten. Kaukasus gives til Rusland, Bosnien og Hercegovina til Østrig, Rumænien bliver selvstændigt, og endelig bekræfter traktaten Englands ret til at besætte Cypern.
- 1908 - De 4. olympiske lege i moderne tid åbnes i London.
- 1923 - Hollywoodskiltet i Los Angeles indvies.
- 1931 - Danmark indklager Norge for Folkeforbundet som følge af den norske besættelse af Østgrønland.
- 1940 - Adolf Hitler udsender direktiv nr. 14, der giver ordre om forberedelse af invasion af England.
- 1954 - Sveriges første atomreaktor R1 startes under jorden ved Kungliga Tekniska högskolan i Stockholm.
- 1985 - Live Aid-koncerterne finder sted i London og Philadelphia samt forskellige andre steder.
- 1993 - MTV Movie Awards 1993 afholdes.
- 2001 - Den Internationale Olympiske Komité (IOC) udpeger Beijing til værtsby for sommer-OL 2008.
- 2005 - Legokoncernen sælger sine Legolandparker til Blackstone Capital Partners for 2,8 milliarder kroner.
- 2016 - Storbritanniens Premierminister David Cameron træder tilbage, og Theresa May udnævnes til ny premierminister.
- 2024 - Den amerikanske tidligere præsident og kandidat til præsidentvalget i 2024, Donald Trump, udsættes for et attentatforsøg.

### Født
- 100 f.Kr. - Julius Cæsar, romersk feltherre og statsmand (død 44 f.Kr.)
- 1608 - Ferdinand 3., tysk-romersk kejser (død 1657).
- 1754 - Frederik Christian Riisbrigh, dansk søofficer (død 1835).
- 1813 - Theophilus Hansen, dansk arkitekt (død 1891).
- 1877 - Erik Scavenius, dansk politiker og statsminister (død 1962).
- 1913 - Mærsk Mc-Kinney Møller, dansk skibsreder (død 2012).
- 1918 - Alberto Ascari, italiensk racerkører (død 1955).
- 1922 - Anker Jørgensen, dansk politiker og tidligere statsminister (død 2016).
- 1929 - Eugen Tajmer, dansk impresario (død 2009).
- 1932 - Per Nørgård, dansk komponist.
- 1934 - Wole Soyinka, nigeriansk forfatter og modtager af Nobelprisen i litteratur.
- 1935 - Kurt Westergaard, dansk karikaturtegner (død 2021).
- 1935 - Paul Hüttel, dansk skuespiller.
- 1937 - Erik Hjorth Nielsen, dansk tegner.
- 1940 - Patrick Stewart, engelsk skuespiller, filminstruktør og filmproducer.
- 1941 - Robert Forster, amerikansk skuespiller (død 2019).
- 1942 - Harrison Ford, amerikansk filmskuespiller.
- 1944 - Ernő Rubik, ungarsk opfinder.
- 1944 - Klaus Kjøller, dansk forfatter og lektor.
- 1946 - Ulla Asbjørn Andersen, dansk skuespillerinde.
- 1953 - Trine Sick, dansk journalist og tv-vært.
- 1956 - Michael Spinks, amerikansk bokser.
- 1958 - Anne-Mette Rasmussen, Danmarks tidligere førstedame.
- 1958 - Lene Poulsen, dansk skuespillerinde
- 1960 - Charlotte Sieling, dansk skuespillerinde og instruktør.
- 1964 - Peter Jorde, dansk skuespiller.
- 1966 - Gerald Levert, amerikansk R&B sanger og sangskriver, producer og skuespiller (død 2006).
- 1970 - Jon Larsen, dansk trommeslager i heavy metalbandet Volbeat.
- 1974 - Deborah Cox, canadisk sanger og sangskriver, og skuespiller.
- 1976 - Mikkel Arndt, dansk skuespiller.
- 1979 - Craig Bellamy, walisisk fodboldspiller.
- 1983 - Liu Xiang, kinesisk atletikudøver.
- 1984 - Ida Maria, norsk sangerinde.
- 1988 - Colton Haynes, amerikansk skuespiller, model og sanger.
- 1989 - Patrick Mortensen, dansk fodboldspiller.
- 1989 - Kristina Kristiansen / "Mulle", dansk håndboldspiller.

### Dødsfald
- 1603 - Aksel Knudsen Gyldenstjerne, dansk rigsråd og statholder i Norge (født ca. 1542).
- 1629 - Caspar Bartholin den Ældre, dansk læge og teolog. (født 1585)
- 1645 - Michael Feodorovitsch, russisk zar (født 1596).
- 1793 - Jean-Paul Marat, fransk revolutionsleder (født 1743) - myrdet.
- 1870 - C.A. Jensen, dansk guldaldermaler (født 1792).
- 1951 - Arnold Schönberg, østrigsk komponist og musikteoretiker (født 1874).
- 1954 - Frida Kahlo, mexicansk maler (født 1907).
- 1974 - Christian Elling, dansk kunsthistoriker (født 1901).
- 1995 - Godtfred Kirk Christiansen, dansk legetøjsfabrikant (født 1920).
- 2004 - Carlos Kleiber, østrigsk-argentinsk dirigent (født 1930).
- 2008 - Bronisław Geremek, polsk forfatter (født 1932).
- 2009 - Jette Fuglsang, dansk cykelrytter (født 1978).
- 2010 - George Steinbrenner, amerikansk erhvervsmand, ejer af New York Yankees (født 1930).
- 2011 - Kresten Philipsen, dansk politiker (født 1945).
- 2012 - Jerzy Kulej, polsk bokser og politiker (født 1940).
- 2013 - Cory Monteith, canadisk skuespiller og musiker (født 1982).
- 2017 - Liu Xiaobo, kinesisk Nobels fredsprismodtager (født 1955).
- 2024: Shannen Doherty, en amerikansk skuespiller  (født 1971)

|  | Denne datoartikel kan blive bedre, hvis der indsættes et (bedre) billede Du kan hjælpe ved at afsøge Wikimedia Commons for et passende billede eller uploade et godt billede til Wikimedia Commons iht. de tilladte licenser og indsætte det i artiklen. |